# 誕生寺站
誕生寺站（日语：／ Tanjōji eki */?）是位於岡山縣久米郡久米南町里方，西日本旅客鐵道（JR西日本）的津山線車站。

## 歷史
- 1898年（明治31年）12月21日 - 中國鐵道（日语：中鉄バス）本線岡山市站至津山站開通，此站啟用。
  - 當時車站地址是岡山縣久米南條郡稻岡南村（日语：誕生寺村）北庄里方。
- 1900年（明治33年）4月1日 - 隨著久米郡（第二次）成立，車站地址變為岡山縣久米郡稻岡南村北庄里方。
- 1944年（昭和19年）6月1日 - 中國鐵道的鐵路部門被國有化，成為國有鐵道津山線車站。
- 1952年（昭和27年）4月1日 - 隨著稻岡南村改名為誕生寺村（日语：誕生寺村），車站地址變為岡山縣久米郡誕生寺村里方。
- 1954年（昭和29年）4月1日 - 隨著久米南町成立，車站地址變為岡山縣久米郡久米南町里方。
- 1971年（昭和46年）11月15日 - 成為無人車站。
- 1987年（昭和62年）4月1日 - 伴隨國鐵分割民營化，車站由西日本旅客鐵道（JR西日本）營運。

## 車站構造
車站是一座地面車站，設有1面1線單式月台，前往津山方向的列車會開啟右邊車門。前往津山方向和岡山方向的列車使用同一月台。從下圖所見，此站曾經設有2面2線的相對式月台，現時已經撒走交會設備。
此站是由津山站管理的無人車站。此站沒有自動售票機。在2011年（平成23年）尾前，於站前商店可購買乘車票（常備票），當時為簡易委託車站。

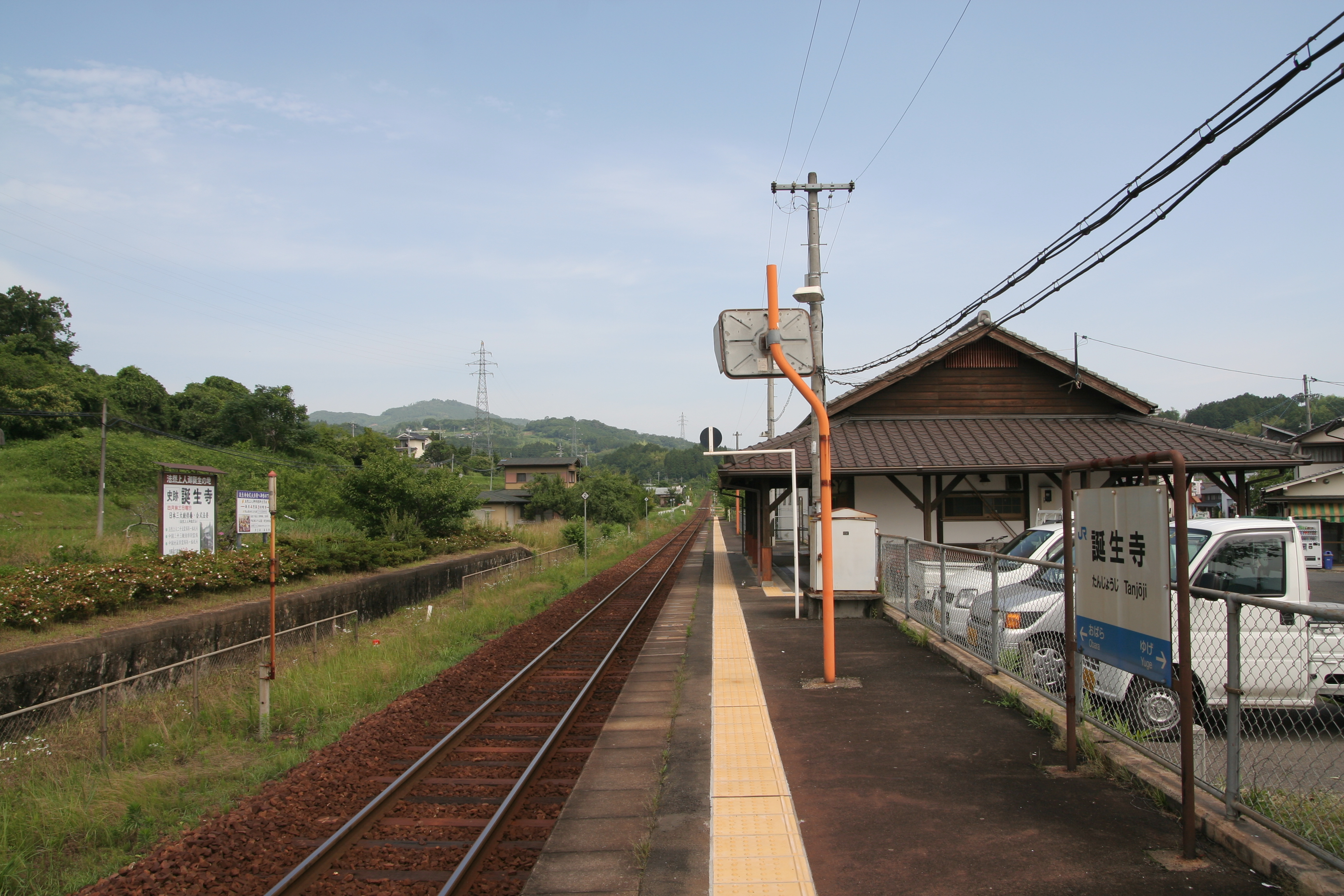
月台（2009年6月24日）

## 使用狀況
以下為近年1日平均乘車人次列表：
| 乘車人次變化 | 乘車人次變化    |
| 年度         | 1日平均乘車人次 |
| ------------ | --------------- |
| 1999         | 76              |
| 2000         | 65              |
| 2001         | 63              |
| 2002         | 52              |
| 2003         | 50              |
| 2004         | 51              |
| 2005         | 48              |
| 2006         | 48              |
| 2007         | 47              |
| 2008         | 55              |
| 2009         | 56              |
| 2010         | 60              |
| 2011         | 56              |
| 2012         | 62              |
| 2013         | 47              |
| 2014         | 45              |
| 2015         | 44              |
| 2016         | 45              |
| 2017         | 49              |
| 2018         | 46              |

## 車站周邊
車部附近大型村落。
- 誕生寺郵局
- 誕生寺（日语：誕生寺 (岡山県久米南町)）
- 岡山縣立誕生寺支援學校
- 國道53號（日语：国道53号）
- 岡山縣道376號上籾誕生寺停車場線（日语：岡山県道376号上籾誕生寺停車場線）

## 相鄰車站
西日本旅客鐵道（JR西日本）
 津山線
■快速「壽」（津山站至岡山站之間快速列車）
通過
■快速「壽」（福渡站至岡山站之間快速列車）、■普通
小原－誕生寺－弓削

## 注腳
1. ↑  .   [2019-12-05]. （原始内容存档于2020-11-28） （日语）.
2. ↑  岡山縣統計年報

## 外部連結
- 誕生寺｜車站資訊：JR出門網 - 西日本旅客鐵道（日語）